# Vladimir Nenarokov
Vladimir Ivanovitch Nenarokov (en russe : Владимир Иванович Ненароков) est un joueur d'échecs soviétique né le 4 janvier 1880 à Moscou et mort le 13 décembre 1953 à Achgabat.

## Biographie et carrière
Vladimir Nenarokov participa au premier championnat de Russie à Maoscou en 1899 et finit 6e-7e avec 7,5 points sur 13 (victoire de Mikhaïl Tchigorine). En 1900-1901, il finit cinquième avec 11 points sur 17 (victoire de Tchigorine).
Nenarokov annula un match contre Xavier Tartakover en 1905 (2 à 2). Il battit Fiodor Douz-Khotimirski en 1907 (cinq victoires à trois et une partie nulle).
Il battit le jeune Alexandre Alekhine (seize ans) dans un match en 1908, trois victoires à zéro.
Golombek fut champion de Moscou en 1900 et 1908. Après la Première Guerre mondiale, il disputa plusieurs matchs contre le champion de Moscou, Nikolaï Grigoriev en 1922 (gagné 8 à 4), 1923 (match nul, 6,5-6,5) et 1924 (victoire 8 à 6). Il finit deuxième du championnat de Moscou en 1928.
Dans le championnat d'URSS d'échecs, il finit 3e-5e ex æquo en 1923 et septième en 1927 avec 11 points sur 20.
Après la Seconde Guerre mondiale, en 1950, Nenarokov reçut le titre de maître international lors de la création du titre par la Fédération internationale des échecs.